# Euphorbia cyparissias
Euphorbia cyparissias là một loài thực vật có hoa trong chi Đại kích (Euphorbia), là loài bản địa của châu Âu và được du nhập vào Bắc Mỹ trong thập niên 1860 để làm cây cảnh.
Nó sinh sản bằng hạt và rễ ngầm phát triển rất tốt. Nó thường có chiều cao 10–80 cm. Các bẹ hoa giống như cánh thường có màu vàng lục, khi trưởng thành chuyển sang màu tím hoặc đỏ từ tháng 5 đến tháng 8. Euphorbia cyparissias co trái, khi chính nó bung ra và phát tán hạt đi xa 4.9m. Tuy nhiên, lòa này cũng sinh sản thông qua các chồi mọc từ gốc cho phép nó phát triển lan rộng và dày đặc. Nó có thể được nhận dạng dễ dàng qua lá của nó có dạng thẳng và nhỏ với chiều dài 2–4 cm và rộng 1–2 mm.

## Hình ảnh

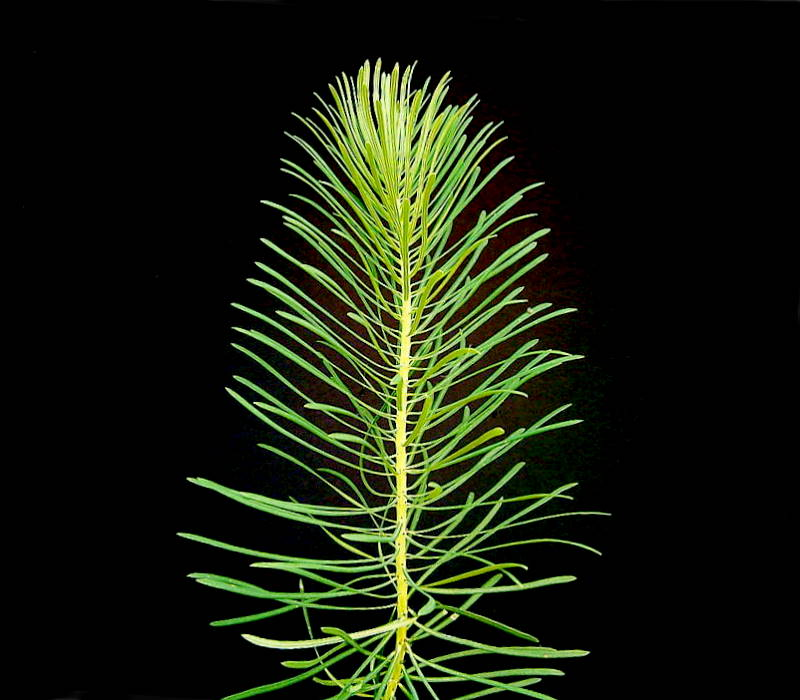
Cây non
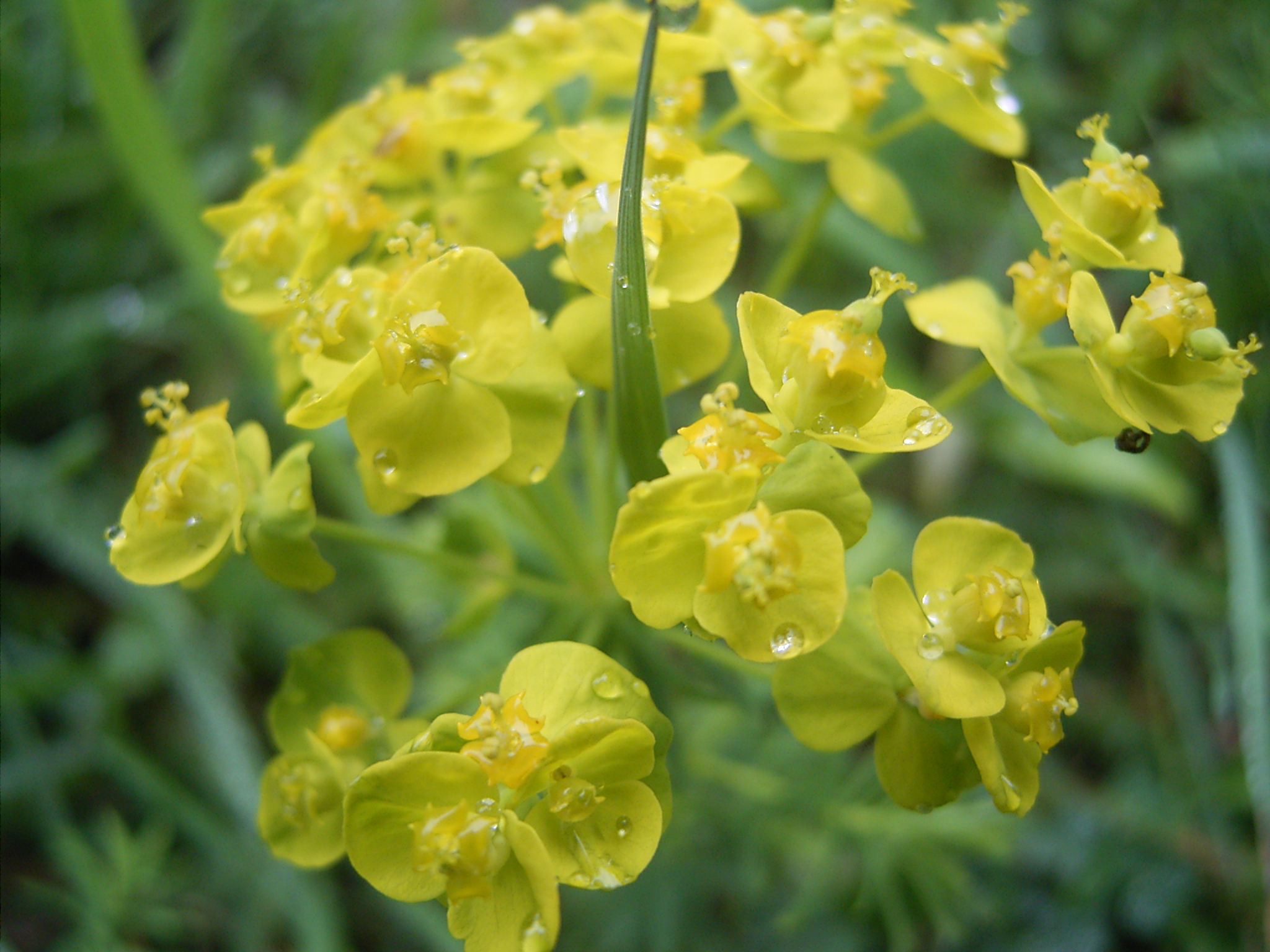
Hoa màu vàng
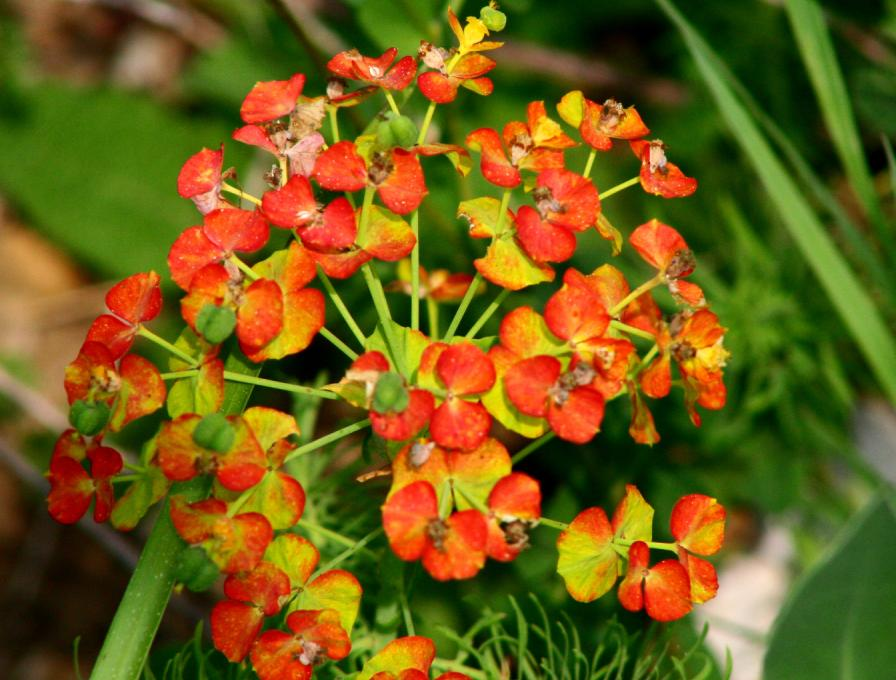
Hoa màu đỏ
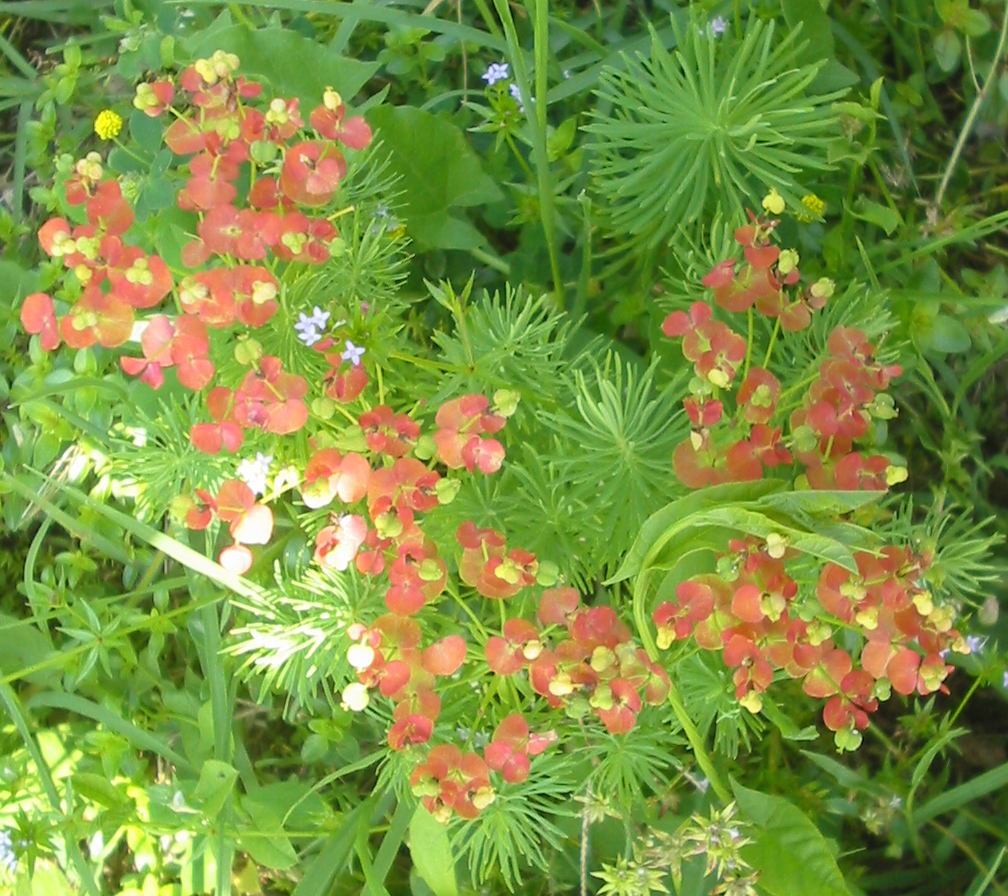
Cây đại kích với lá bắc màu đỏ